# Söngvakeppnin 2019
La quattordicesima edizione del Söngvakeppnin si è tenuta tra il 9 febbraio e il 2 marzo 2019 e ha selezionato il rappresentante dell'Islanda all'Eurovision Song Contest 2019 di Tel Aviv.
I vincitori sono stati gli Hatari con Hatrið mun sigra.

## Organizzazione

### Format
La quattordicesima edizione del Söngvakeppnin è stata organizzata, come le precedenti, dall'emittente televisiva islandese Ríkisútvarpið (RÚV).
Autori e cantautori hanno potuto inviare all'emittente i propri brani tra il 20 settembre e il 22 ottobre 2018. Una giuria ha selezionato tra i 132 aspiranti, i 10 partecipanti alla selezione.
I dieci partecipanti sono stati suddivisi in due semifinali, trasmesse dal vivo, il televoto ha selezionato due finalisti per serata; un quinto finalista fra quelli non qualificati è stato selezionato internamente. Nella finale il superfinalisti verrà decretato da un mix di voto della giuria e televoto, mentre il vincitore sarà deciso dal solo televoto. Nelle semifinali tutti i partecipanti dovranno proporre il loro pezzo in lingua islandese, mentre nella finale potranno scgliere la versione con cui lo intendono presentare all'Eurovision Song Contest.

### Giuria
La giuria internazionale per il Söngvakeppnin 2019 è composta da:
- Azerbaigian - Konstantin Hudov
- Belgio - Birgit Simal
- Danimarca - Molly Plank
- Grecia - Eleni Foureira (Rappresentante del Cipro all'Eurovision Song Contest 2018)
- Islanda - Haraldur Freyr Gíslason (Rappresentante del Islanda all'Eurovision Song Contest 2014, come parte dei Pollapönk)
- Islanda - Sigríður Thorlacius
- Islanda - Þorsteinn Hreggviðsson
- Norvegia - Anders M. Tangen
- Rep. Ceca - Jan Bors (Capodelegazione della Repubblica Ceca all'Eurovision Song Contest)
- Svezia - Karin Gunnarsson

## Partecipanti
La lista dei partecipanti è stata annunciata il 26 gennaio 2019.
| Artista                   | Titolo                      | Titolo                    | Compositori                                                                        |
| Artista                   | Versione islandese          | Versione inglese          | Compositori                                                                        |
| ------------------------- | --------------------------- | ------------------------- | ---------------------------------------------------------------------------------- |
| Daníel Óliver             | Samt ekki                   | Licky Licky               | Daníel Óliver Svensson, Linus Emanuel Josefsson, Peter Henning Göransson von Arbin |
| Elli Grill, Skaði, Glymur | Jeijó, keyrum alla leið     | -                         | Barði Jóhannsson                                                                   |
| Friðrik Ómar              | Hvað ef ég get ekki elskað? | What If I Can't Love      | Friðrik Ómar Hjörleifsson, Sveinbjörn I. Baldvinsson                               |
| Hatari                    | Hatrið mun sigra            | -                         | Einar Hrafn Stefánsson, Klemens Nikulásson Hannigan, Matthías Tryggvi Haraldsson   |
| Heiðrún Anna Björnsdóttir | Helgi                       | Sunday Boy                | Heiðrún Anna Björnsdóttir, Sævar Sigurgeirsson                                     |
| Hera Björk                | Eitt andartak               | Moving On                 | Örlygur Smári, Hera Björk Þórhallsdóttir, Valgeir Magnússon                        |
| Ívar Daníels              | Þú bætir mig                | Make Me Whole             | Stefán Þór Steindórsson, Richard Micallef, Nikos Sofis                             |
| Kristina Skoubo Bærendsen | Ég á mig sjálf              | Mama Said                 | Sveinn Rúnar Sigurðsson, Valgeir Magnússon                                         |
| Tara Mobee                | Betri án þín                | Fighting for Love         | Andri Þór Jónsson, Eyþór Úlfar Þórisson, Tara Mobee                                |
| Þórdís Imsland            | Nú og hér                   | What Are You Waiting For? | Svala Björgvinsdóttir, Bjarki Ómarsson, Stefán Hilmarsson                          |

## Semifinali

### Prima semifinale
La prima semifinale si è svolta il 9 febbraio 2019 presso il Háskólabíó Hall.
I primi 2 classificati sono stati: gli Hatari e Hera Björk. Successivamente è stato annunciato che, tramite wildcard, 
Kristina Skoubo Bærendsen avrà accesso alla finale.
| # | Artista                   | Titolo           | Televoto | Posizione |
| - | ------------------------- | ---------------- | -------- | --------- |
| 1 | Hatari                    | Hatrið mun sigra | 12069    | 1         |
| 2 | Þórdís Imsland            | Nú og hér        | 4271     | 4         |
| 3 | Daníel Óliver             | Samt ekki        | 2198     | 5         |
| 4 | Kristina Skoubo Bærendsen | Ég á mig sjálf   | 4779     | 3         |
| 5 | Hera Björk                | Eitt andartak    | 8408     | 2         |

### Seconda semifinale
La seconda semifinale si è svolta il 16 febbraio 2019 presso il Háskólabíó Hall.
I primi 2 classificati sono stati: Friðrik Ómar e Tara Mobee.
| # | Artista                   | Titolo                      | Televoto | Posizione |
| - | ------------------------- | --------------------------- | -------- | --------- |
| 1 | Elli Grill, Skaði, Glymur | Jeijó, keyrum alla leið     | 2572     | 5         |
| 2 | Ívar Daníels              | Þú bætir mig                | 3519     | 3         |
| 3 | Heiðrún Anna Björnsdóttir | Helgi                       | 2772     | 4         |
| 4 | Tara Mobee                | Betri án þín                | 3819     | 2         |
| 5 | Friðrik Ómar              | Hvað ef ég get ekki elskað? | 14968    | 1         |

## Finale
La finale si è svolta il 2 marzo 2019 presso la Laugardalshöll.
A differenza delle semifinali dove i partecipanti avevano l'obbligo di esibirsi in lingua islandese, nella finale ogni artista ha la possibilità di scegliere la versione con cui hanno intenzione di partecipare all'Eurovision Song Contest.
I due super finalisti, scelti da un mix di voto della giuria e televoto, sono stati gli Hatari e Friðrik Ómar. Mentre gli Hatari sono stati proclamati vincitori dal solo televoto.
| # | Artista                   | Titolo                      | Giuria | Televoto | Totale | Posizione |
| - | ------------------------- | --------------------------- | ------ | -------- | ------ | --------- |
| 1 | Friðrik Ómar              | Hvað ef ég get ekki elskað? | 21061  | 25356    | 46417  | 2         |
| 2 | Kristina Skoubo Bærendsen | Mama Said                   | 20582  | 17391    | 37973  | 3         |
| 3 | Tara Mobee                | Fighting for Love           | 16274  | 3170     | 19444  | 5         |
| 4 | Hera Björk                | Moving On                   | 20102  | 9488     | 29590  | 4         |
| 5 | Hatari                    | Hatrið mun sigra            | 24891  | 47513    | 72404  | 1         |

### Superfinale
| # | Artista      | Titolo                      | Punteggio   | Punteggio     | Punteggio | Posizione |
| # | Artista      | Titolo                      | Primo Round | Secondo Round | Totale    | Posizione |
| - | ------------ | --------------------------- | ----------- | ------------- | --------- | --------- |
| 1 | Friðrik Ómar | Hvað ef ég get ekki elskað? | 46417       | 52134         | 98551     | 2         |
| 2 | Hatari       | Hatrið mun sigra            | 72404       | 62088         | 134492    | 1         |

## All'Eurovision Song Contest

### Verso l'evento
Gli Hatari, per sponsorizzare il proprio brano, hanno preso parte all'Eurovision in Concert (Amsterdam, 6 aprile 2019) e al Eurovision Spain Pre-Party 2019 (Madrid, 19-20 Aprile 2019).
Il 28 gennaio 2019 si è tenuto il sorteggio che ha determinato la composizione delle due semifinali, dove è stato determinato che l'Islanda si sarebbe esibita nella seconda metà della prima semifinale.
Il 2 aprile 2019 è stato rivelato che l'Islanda si sarebbe esibita come tredicesima partecipante, dopo l'australiana Kate Miller-Heidke e prima dell'estone Victor Crone.

### Performance
Le prove generali si sono tenute il 10 e 15 maggio, seguite dalle prove costume il 13 e il 16 maggio, includendo l'esibizione per le giurie del 17 maggio, dove le varie giurie nazionali hanno visto e votato i partecipanti della finale.
L'Islanda si è classificata 3ª nella prima semifinale con 221 punti, riuscendo a qualificarsi per la serata finale.
L'Islanda si è esibita 17ª nella serata finale, classificandosi 10ª con 232 punti. Nella parte conclusiva della serata finale, durante l'annuncio dei punti conseguiti tramite televoto, il gruppo ha esposto delle sciarpe con scritte e colori della bandiera palestinese.

### Giuria e commentatori
La giuria islandese per l'Eurovision Song Contest 2019 è stata composta da:
- Hrafnhildur Halldorsdottir, cantante, conduttrice radiofonica e presidente di giuria;
- Oskar Einarsson, artista;
- María Ólafsdóttir, cantante (rappresentante dell'Islanda nel 2015);
- Johann Hjorleifsson, batterista;
- Lovisa Arnadottir, manager della comunicazione.

L'evento è stato trasmesso, in lingua islandese, sul canale televisivo RÚV, con il commento di Gísli Marteinn Baldursson. Mentre è stato trasmesso in inglese su RÚV 2 e RÚV.is con il commento di Alex Elliot.
Il portavoce dei voti della giuria in finale è stato Jóhannes Haukur Jóhannesson.

### Voto

#### Punti assegnati all'Islanda
| Giurie 8° (70 punti)                            | Giurie 8° (70 punti)                     | Giurie 8° (70 punti) | Giurie 8° (70 punti)           | Giurie 8° (70 punti)                                        |
| 12                                              | 10                                       | 8                    | 7                              | 6                                                           |
| ----------------------------------------------- | ---------------------------------------- | -------------------- | ------------------------------ | ----------------------------------------------------------- |
| - Francia                                       | - Australia - Belgio                     | - Cipro              | - San Marino                   |                                                             |
| 5                                               | 4                                        | 3                    | 2                              | 1                                                           |
| - Polonia                                       | - Finlandia - Montenegro - Slovenia      |                      | - Estonia - Grecia             | - Bielorussia - Ungheria                                    |
| Televoto 1° (151 punti)                         |                                          |                      |                                |                                                             |
| 12                                              | 10                                       | 8                    | 7                              | 6                                                           |
| - Australia - Bielorussia - Finlandia - Polonia | - Francia - Slovenia - Spagna - Ungheria | - Portogallo         | - Belgio - Grecia - San Marino | - Estonia - Georgia - Montenegro - Repubblica Ceca - Serbia |
| 5                                               | 4                                        | 3                    | 2                              | 1                                                           |
|                                                 |                                          | - Israele            |                                | - Cipro                                                     |

| Giurie 15° (45 punti)            | Giurie 15° (45 punti)  | Giurie 15° (45 punti)                                        | Giurie 15° (45 punti)                                               | Giurie 15° (45 punti)                            |
| 12                               | 10                     | 8                                                            | 7                                                                   | 6                                                |
| -------------------------------- | ---------------------- | ------------------------------------------------------------ | ------------------------------------------------------------------- | ------------------------------------------------ |
|                                  | - Belgio               | - Australia                                                  |                                                                     | - Lituania - San Marino                          |
| 5                                | 4                      | 3                                                            | 2                                                                   | 1                                                |
| - Francia                        | - Repubblica Ceca      | - Polonia                                                    | - Macedonia del Nord - Russia                                       |                                                  |
| Televoto 6° (186 punti)          |                        |                                                              |                                                                     |                                                  |
| 12                               | 10                     | 8                                                            | 7                                                                   | 6                                                |
| - Finlandia - Polonia - Ungheria | - Australia - Norvegia | - Regno Unito - Svezia                                       | - Bielorussia - Italia - Lettonia - Paesi Bassi - Russia - Slovenia | - Austria - Irlanda - Lituania - Repubblica Ceca |
| 5                                | 4                      | 3                                                            | 2                                                                   | 1                                                |
| - Estonia - Romania - Serbia     | - Danimarca            | - Armenia - Belgio - Croazia - Georgia - Portogallo - Spagna | - Germania - Grecia - Montenegro - San Marino                       | - Francia - Malta - Moldavia                     |

#### Punti assegnati dall'Islanda
| Punti | Giuria          | Televoto        |
| ----- | --------------- | --------------- |
| 12    | Australia       | Repubblica Ceca |
| 10    | Repubblica Ceca | Australia       |
| 8     | Grecia          | Polonia         |
| 7     | Estonia         | Estonia         |
| 6     | Serbia          | Bielorussia     |
| 5     | Slovenia        | Slovenia        |
| 4     | Belgio          | San Marino      |
| 3     | Bielorussia     | Ungheria        |
| 2     | San Marino      | Finlandia       |
| 1     | Cipro           | Belgio          |

| Punti | Giuria             | Televoto        |
| ----- | ------------------ | --------------- |
| 12    | Svezia             | Norvegia        |
| 10    | Australia          | Australia       |
| 8     | Macedonia del Nord | Svezia          |
| 7     | Paesi Bassi        | Svizzera        |
| 6     | Repubblica Ceca    | Italia          |
| 5     | Svizzera           | Paesi Bassi     |
| 4     | Azerbaigian        | Danimarca       |
| 3     | Italia             | Estonia         |
| 2     | Serbia             | Repubblica Ceca |
| 1     | Francia            | San Marino      |